# Appodeal
Appodeal — бесплатный сервис, направленный на оптимизацию доходов от мобильной рекламы и ориентированный на разработчиков мобильных приложений. Appodeal выступает в качестве аукционного дома, который предоставляет доступ к приложению всем рекламодателям на рынке посредством взаимодействия с крупнейшими DSP и RTB-биржами. Целью Appodeal является подбор и показ наиболее прибыльной для создателей приложения рекламы.
Установка сервиса осуществляется через подключение простого десятистрочного SDK, что исключает необходимость индивидуального подключения к используемым рекламным сетям.

## История
Сервис основан в 2014 году Павлом Голубевым, к тому моменту уже имевшим пятилетний опыт разработки и публикации мобильных приложений. В 2011 году Павел впервые приехал в США. Целью поездки было развитие компании Alfa Productions, занимавшейся издательством и продвижением мобильных приложений. Затем он работал над проектом Columbis — SaaS-сервисом, позволяющим автоматизировать деятельность турагентств.
Желая увеличить доходность собственных мобильных приложений, Павел изучил рынок средств оптимизации трафика, но остался недоволен существующими решениями. Так возникла идея создания нового сервиса оптимизации доходов от мобильной рекламы. Со временем проект вырос до самостоятельного и получил название Appodeal, а для его реализации была основана одноимённая компания. Стартовым капиталом послужили вложенные Павлом 200 тысяч долларов США, в дальнейшем удалось привлечь ещё 3,1 миллиона долларов в качестве инвестиций. Работа над проектом ведётся распределённой командой, главный офис компании расположен в Кремниевой долине Сан-Франциско.

## Особенности
Работа сервиса состоит в выборе и показе наиболее выгодной для создателей приложения рекламы. В общем виде схема работы выглядит следующим образом:
- запрос: Appodeal запрашивает рекламу;
- аукцион: приём заявок от рекламных сетей и выбор победителя;
- анализ: сервис адаптируется под поведение пользователя;
- показ: отображение наиболее прибыльной рекламы[5].

Appodeal предоставляет доступ к крупнейшим рекламным сетям, таким как Chartboost, AppLovin, Amazon Ads, а также к основным RTB-биржам: Rubicon project, OpenX, Nexage, MoPub, Smaato.
Анализ поведения пользователя позволяет выбрать наиболее подходящий тип рекламы: CPI, CPC или CPM.
Из числа фреймворков поддерживаются Unity, Cocos2d-x, LibGDX, Marmalade, Gideros, PhoneGap, Adobe Air, Basic4Android, Cordova, Xamarin, Game Maker.
Использование сервиса бесплатно, комиссия не взимается. Выплаты пользователям Appodeal осуществляет по требованию, без обязательного ожидания NET30 или NET60 (30- или 60-дневного периода). Запрос на выплату средств можно подать уже в первый день пользования сервисом, при этом минимальная сумма выплаты составляет 20 долларов США. Выплата возможна через Bitcoin, WebMoney, «Яндекс. Деньги», PayPal или банковским переводом.
Подключение сервиса осуществляется через установку единого десятистрочного SDK. Кроме того, авторизация в различных рекламных сетях происходит через аккаунт в системе Appodeal, без необходимости регистрироваться в каждой сети. Сюда же стекается статистическая информация.
В целом создатели сервиса заявляют от том, что установка Appodeal позволяет увеличить доход от мобильной рекламы на 30 и более процентов и освободить разработчика от необходимости выбора рекламных сетей и бирж, тем самым предоставив ему больше времени непосредственно на разработку.